# 重松栄一
重松 栄一（しげまつ ひでかず、1960年12月25日 - ）は日本の空手家。松栄塾師範 。
全日本武術総合空手道連盟 代表。空手道八段、柔術茶帯、柔道二段、少林寺拳法二段、居合い免許皆伝 。

## 実績
- 1965年 4月： 全国少年空手道選手権大会（後の全日本少年空手道選手権大会） 個人戦組手の部 優勝
- 1968年 - 73年： 全日本少年空手道選手権大会 連続学年優勝
- 1974年12月： 全日本中学生空手道選手権大会 個人戦組手の部 優勝 内閣総理大臣杯受賞
- 1976年 2月： 国際空手道連盟 極真会館入門 同年初段獲得
- 1987年： 大道塾北斗旗空手道選手権大会 中量級 出場
- 1987年 - 89年： 全国総合格闘技選手権大会 中量級 3年連続優勝
- 1993年 - 95年： 全日本格闘技選手権大会 無差別級 3年連続優勝
- 1993年10月： 正道会館主催 全日本空手道選手権大会 出場。1回戦 クレイグ、マッコード（プロシュター）合せ1本勝ち
- 1993年： 国際総合空手道選手権大会 タイガー級 優勝
- 1994年： ハワイチャンピオンシップ1994 日本代表
- 1994年： 正道会館主催 カラテワールドカップ94 出場
- 1996年： 国際総合徒手格闘技選手権大会 出場 ベスト8
- 1998年： グアムスーパーボウル ワンマッチ出場 1ラウンドKO勝ち
- 2000年12月： USAスーパーチャンピオンシップ 1ラウンドKO勝ち
- 2001年3月： 極真会館（緑派）第7回オープントーナメント全関東空手道選手権大会 優勝 。
- 2005年： IKF世界空手道選手権大会 優勝